# Strage di via Palestro
La strage di via Palestro è stato un attentato terroristico compiuto da Cosa nostra a Milano la sera del 27 luglio 1993.
L'esplosione di una autobomba in via Palestro, presso la Galleria d'arte Moderna e il Padiglione di arte contemporanea provocò l'uccisione di cinque persone: i vigili del fuoco Carlo La Catena, Sergio Pasotto e Stefano Picerno, l'agente di polizia municipale Alessandro Ferrari e Moussafir Driss, immigrato marocchino che dormiva su una panchina. Tale attentato viene inquadrato nella scia degli altri attentati del '92-'93 che provocarono la morte di 21 persone (tra cui i giudici Giovanni Falcone e Paolo Borsellino) e gravi danni al patrimonio artistico.

## Storia

Il Padiglione di Arte Contemporanea la mattina dopo l'esplosione

Nel maggio 1993 alcuni mafiosi di Brancaccio e Corso dei Mille (Giuseppe Barranca, Gaspare Spatuzza, Cosimo Lo Nigro e Francesco Giuliano) provvidero a macinare e confezionare esplosivo in una casa fatiscente a Corso dei Mille, messa a disposizione da Antonino Mangano (capo della famiglia di Roccella); a metà luglio le due balle di esplosivo vennero nascoste in un doppiofondo ricavato nel camion di Pietro Carra (autotrasportatore che gravitava negli ambienti mafiosi di Brancaccio), che le trasportò ad Arluno, in provincia di Milano, insieme a Lo Nigro, che portò con sé una miccia e altro materiale: ad Arluno, Carra e Lo Nigro furono raggiunti da una persona che li condusse in una stradina di campagna, dove scaricarono l'esplosivo. Il 27 luglio Lo Nigro e Giuliano giunsero a Roma, provenendo da Milano, per organizzare anche gli attentati alle chiese di Roma.
La sera del 27 luglio l'agente di polizia locale Alessandro Ferrari notò la presenza di una Fiat Uno (che risulterà poi rubata qualche ora prima) parcheggiata in via Palestro, di fronte al Padiglione di arte contemporanea, da cui fuoriusciva un fumo biancastro e quindi richiese l'intervento dei vigili del fuoco, che accertarono la presenza di un ordigno all'interno dell'auto; tuttavia, qualche istante dopo, l'autobomba esplose e uccise l'agente Alessandro Ferrari e i vigili del fuoco Carlo La Catena, Sergio Pasotto e Stefano Picerno ma anche l'immigrato marocchino Moussafir Driss, che venne raggiunto da un pezzo di lamiera mentre dormiva su una panchina.
L'onda d'urto dell'esplosione frantumò i vetri delle abitazioni circostanti e danneggiò anche alcuni ambienti della vicina Galleria d'arte moderna, provocando il crollo del muro esterno del Padiglione d'Arte Contemporanea. Durante la notte esplose una sacca di gas formatasi in seguito alla rottura di una tubatura causata dalla deflagrazione, che procurò ingenti danni al padiglione, ai dipinti che ospitava e alla circostante Villa Reale.

## Indagini e processi
Le indagini ricostruirono l'esecuzione della strage di via Palestro in base alle dichiarazioni dei collaboratori di giustizia Pietro Carra, Antonio Scarano, Emanuele Di Natale e Umberto Maniscalco: nel 1998 Cosimo Lo Nigro, Giuseppe Barranca, Francesco Giuliano, Gaspare Spatuzza, Luigi Giacalone, Salvatore Benigno, Antonio Scarano, Antonino Mangano e Salvatore Grigoli vennero riconosciuti come esecutori materiali della strage di via Palestro nella sentenza per le stragi del 1993; tuttavia, nella stessa sentenza, si leggeva: « [...] Purtroppo, la mancata individuazione della base delle operazioni a Milano e dei soggetti che in questa città ebbero, sicuramente, a dare sostegno logistico e contributo manuale alla strage non ha consentito di penetrare in quelle realtà che, come dimostrato dall'investigazione condotta nelle altre vicende all'esame di questa Corte, si sono rivelate più promettenti sotto il profilo della verifica “esterna”».
Nel 2002, sempre in base alle dichiarazioni dei collaboratori di giustizia Carra e Scarano, la procura di Firenze dispose l'arresto dei fratelli Tommaso e Giovanni Formoso ("uomini d'onore" di Misilmeri), identificati dalle indagini come coloro che aiutarono Lo Nigro nello scarico dell'esplosivo ad Arluno e che compirono materialmente la strage di via Palestro. Nel 2003 la corte d'assise di Milano condannò i fratelli Formoso all'ergastolo e tale condanna venne confermata nei due successivi gradi di giudizio.
Nel 2008 Gaspare Spatuzza iniziò a collaborare con la giustizia e fornì nuove dichiarazioni sugli esecutori materiali della strage di via Palestro: in particolare, Spatuzza riferì che lui, Cosimo Lo Nigro, Francesco Giuliano, Giovanni Formoso e i fratelli Vittorio e Marcello Tutino (mafiosi di Brancaccio) parteciparono a una riunione in cui vennero decisi i gruppi che dovevano operare su Roma o Milano per compiere gli attentati; secondo Spatuzza, Formoso e i fratelli Tutino operarono su Milano e in un primo momento lui, Lo Nigro e Giuliano li raggiunsero per aiutarli nello scarico dell'esplosivo e nel furto della Fiat Uno utilizzata nell'attentato, per poi tornare a Roma al fine di compiere gli attentati alle chiese.
In seguito Spatuzza scagionò anche Tommaso Formoso, dichiarando che all'attentato partecipò soltanto il fratello Giovanni, che da Tommaso si era fatto prestare con una scusa la villetta di Arluno dove venne scaricato l'esplosivo: tuttavia nell'aprile 2012 la Corte d'assise di Brescia rigettò la richiesta di revisione del processo a Tommaso Formoso, adducendo che le sole dichiarazioni di Spatuzza non bastavano. Sempre sulla base delle dichiarazioni di Spatuzza, nel 2012 la procura di Firenze dispose l'arresto del pescatore Cosimo D'Amato, cugino di Cosimo Lo Nigro, il quale era accusato di aver fornito l'esplosivo, estratto da residuati bellici recuperati in mare, che venne utilizzato in tutti gli attentati del 1992-1993, compresa la strage di via Palestro. Nel 2013 D'Amato venne condannato all'ergastolo con il rito abbreviato dal Giudice dell'udienza preliminare di Firenze; la condanna venne confermata in appello nel 2014 e, due anni dopo, in Cassazione; nel 2015 lo stesso D'Amato iniziò a collaborare con la giustizia e confermò il suo coinvolgimento nella fornitura di esplosivi.
Nel 2014 la Direzione Distrettuale Antimafia di Milano emise un'ordinanza di custodia cautelare nei confronti di Marcello Tutino per il reato di strage perché accusato da Spatuzza di essere stato il "basista" dell'attentato di via Palestro. L'anno successivo, la Corte d'assise di Milano assolse Tutino perché le sole dichiarazioni di Spatuzza furono considerate insufficienti per una condanna; l'assoluzione venne confermata in appello e in Cassazione.
Nel 2022 i procuratori aggiunti di Firenze, Luca Tescaroli e Luca Turco, iscrissero nel registro degli indagati Rosa Belotti con l'accusa di concorso in strage. La donna, con precedenti penali per traffico di droga, sarebbe stata individuata grazie ad una fotografia trovata nel 1993 durante una perquisizione ad Alcamo (Trapani) e dall’identikit fornito da un testimone oculare che l'avrebbe vista parcheggiare l'autobomba in via Palestro.

## Il possibile coinvolgimento dei servizi segreti italiani
Si è anche parlato del convolgimento del SISMI - in particolare della VII divisione - nell'attentato; infatti dopo l'accaduto, Francesco Paolo Fulci, un ex ambasciatore ONU, consegnò una lista di possibili complici degli stragisti dai servizi segreti italiani all'allora presidente del consiglio Carlo Azeglio Ciampi, tra cui diversi nomi erano riconducibile a tale struttura.

## Vittime
- Carlo La Catena, vigile del fuoco permanente
- Alessandro Ferrari, agente polizia locale di Milano
- Driss Moussafir, cittadino del Marocco,[21] 44 anni
- Sergio Pasotto, vigile del fuoco permanente
- Stefano Picerno, vigile del fuoco permanente

## Commemorazioni
Il 22 novembre 1993 il Presidente della Repubblica Oscar Luigi Scalfaro ha conferito la medaglia d'oro al valor civile alla memoria alle quattro vittime italiane per il "nobile esempio di altissimo senso del dovere ed elette virtù civiche,  spinti sino all'estremo sacrificio".
A Driss Moussafir è stata intitolata una scuola del quartiere Stadera.
Il 27 luglio 2013, nel giorno del ventesimo anniversario dell'esplosione, è stata posizionata sul luogo della strage una targa commemorativa con i nomi dei caduti.
Il 29 luglio 2015 i giardinetti di via Giovanni Battista Morgagni, che si trovano a circa un chilometro dal luogo dell'attentato, sono stati intitolati alle vittime della strage,  mentre la vicina caserma dei vigili del fuoco è stata intitolata alla memoria dei loro tre morti.